# 刘奴
劉奴（1世紀—1世紀60年代或70年代），即平陽公主，她是中國東漢漢明帝劉莊之女，生母賈貴人。為汉章帝的同母姐妹。

## 生平
劉奴的母親賈貴人約在建武末年（56年），入選東宮，成為她父親皇太子劉莊的妾室。賈氏在建武中元二年（57年），生下她的兄弟劉炟（即漢章帝），但兩人的出生順序和劉奴的生年已經不可考。在漢明帝永平三年（60年），劉奴被封為平陽公主。公主下嫁大鴻臚馮順，她的侄女平安公主劉王後來嫁給丈夫的兒子馮由。劉奴又被稱為平陽長公主。
漢章帝劉炟為太子時（60年至75年），平陽公主逝世。對於公主的逝世，劉炟十分悲傷。
平阳公主的儿子冯奋继承母亲的爵位，封平阳侯，为东汉的第一位冯姓平阳侯。